# Saam Schlamminger
Saam Schlamminger (* 1966 in Istanbul) ist Musiker. Schlamminger ist Sohn des deutschen Bildhauers Karl Schlamminger und wuchs in Teheran auf.
1979 verließ die Familie die neugegründete Islamischen Republik Iran und zog nach München, wo Schlamminger bis heute lebt und arbeitet. Seine musikalische Ausbildung als Percussionist erweiterte er durch wiederholte Aufenthalte im Orient. 2014 war er Praxisstipendiat in der Villa Massimo in Rom.

## Werke
- Blacken The Black: Entrance To The Exit. Elektroprojekt zusammen mit Annika Line Trost und Albert Pöschl 2007. Echokammer.[2]
- Aus der Heimat. Komposition. BR Hörspiel und Medienkunst 2010. intermedium rec. 047, ISBN 978-3-939444-75-6.

## Hörspielmusik
- Bruno Latour: Kosmokoloss. Eine Tragödie über das Klima und den Erdball. BR Hörspiel und Medienkunst / ZKM 2015. intermedium rec. 063, ISBN 978-3-943157-63-5.[3]
- Raoul Schrott: Erste Erde Epos. BR Hörspiel und Medienkunst 2011–2016. Hörverlag. ISBN 978-3-8445-2367-6.